# Napredak i siromaštvo
Napredak i siromaštvo (eng.: Progress and Poverty) je knjiga ekonomista Henryja Georgea koja je objavljena 1879. godine. Knjiga istražuje zašto siromaštvo prati ekonomski i tehnološki napredak te zašto ekonomije pokazuju sklonost prema cikličkim procvatima i slomovima. George zagovara radikalno rješenje koje se usredotočuje na osvajanje ekonomske rente od prirodnih resursa i zemljišnih prava.
Knjiga je prodala nekoliko milijuna primjeraka, postajući jedna od najprodavanijih knjiga kasnog 19. stoljeća. Potaknula je ideologiju koja je sada poznata kao georgizam.